# DWS
DWS es una empresa de capital inversión con sede en Fráncfort del Meno, Alemania. Cotiza en el SDAX y gestiona activos por valor de 928 mil millones de euros.

## Historia
Se fundó en Hamburgo en 1956 con el nombre de Deutsche Gesellschaft für Wertpapiersparen mbH. El Deutsche Bank adquirió una participación del 30% que incrementó al 100% en 2004, pero en 2018 realizó una oferta pública de venta en la Bolsa de Fráncfort tras la que su participación bajó al 79.49%.